# Acide hexafluorophosphorique
L'acide hexafluorophosphorique est un composé chimique de formule HPF6. Comme de nombreux acides forts, il n'est stable qu'en solution jusqu'à environ 75 %, qu'on trouve typiquement de 50 % à 60 % dans le commerce. Dans l'eau, on le trouve sous forme de cations hydronium H3O+ et d'anions hexafluorophosphate PF6−. Ces derniers sont des anions non coordinants. Les solutions aqueuses d'acide hexafluorophosphorique contiennent également des composés dérivés par hydrolyse des liaisons P–F, comme l'acide difluorophosphorique HPO2F2, l'acide fluorophosphorique H2PO3F, l'acide phosphorique H3PO4 et leur base conjuguée.
L'acide hexafluorophosphorique se décompose par chauffage en libérant du fluorure d'hydrogène HF. Il peut former un clathrate hexahydraté dans lequel les anions PF6− sont à l'intérieur d'une cage formée de molécules d'eau et de protons. La spectroscopie RMN montre que cette structure contient une proportion significative de d'acide fluorhydrique HF.
On peut obtenir de l'acide hexafluorophosphorique anhydre par réaction du fluorure d'hydrogène HF sur le pentafluorure de phosphore PF5 dans l'éther diéthylique (CH3CH2)2O.
HF + PF5 → HPF6.
Une autre voie de synthèse fait intervenir le pentachlorure de phosphore PCl5 à 110 °C :
6 HF + PCl5 → HPF6 + 5 HCl.
L'acide hexafluorophosphorique aqueux peut être obtenu notamment en faisant réagir (1) du pentoxyde de phosphore P4O10 avec du fluorure d'hydrogène HF, (2) de l'acide phosphorique H3PO4 avec du fluorure d'hydrogène HF, ou (3) de l'acide phosphorique H3PO4 avec du fluorure de calcium CaF2 et de l'acide sulfurique H2SO4 :
P4O10 + 24 HF → 4 HPF6 + 10 H2O ;
H3PO4 + 6 HF → HPF6 + 4 H2O ;
H3PO4 + 3 CaF2 + 3 H2SO4 → HPF6·4H2O + 3 CaSO4.
L'acide hexafluorophosphorique est utilisé en recherche ou pour des applications techniques, par exemple comme catalyseur de photopolymérisation.